# Alpestenbuk
Alpestenbuk (Capra ibex) er en art af vildgeder, der lever i de europæiske alpers bjerge. Artens hanner bærer kraftige, bagudbøjede horn. Pelsen er typisk brunlig grå. Alpestenbukken lever fortrinsvist i stejlt, ujævn terræn over snelinjen. De er endvidere sociale, omend voksne hanner og hunner lever adskilt det meste af året, og kun mødes for at parre sig.